# Femke de Vries (wielrenster)
Femke de Vries (Amersfoort, 16 april 1994) is een Nederlands wielrenster die sinds 4 juni 2024 voor het Nederlandse Team Visma | Lease a Bike rijdt. Van 2022 tot 3 juni 2024 reed ze voor GT Krush Rebel Lease.
In mei 2024 werd De Vries tweede in de Tsjechische rittenkoers Tour de Feminin, op ruim een minuut achter de Nederlands-Tsjechische Julia Kopecký. Op 4 juni stapte ze over naar Visma | Lease a Bike, waar ze meteen in actie kwam in de Ronde van Catalonië en de Ronde van Zwitserland. In juli werd ze twintigste in de Giro d'Italia Donne en een maand later eindigde ze op plek 55 in de Tour de France Femmes.

## Palmares
2024
2e in Tour de Feminin

### Uitslagen in voornaamste wedstrijden
| Jaar | Ronde van Italië | Ronde van Frankrijk | Ronde van Spanje |
| ---- | ---------------- | ------------------- | ---------------- |
| 2021 |                  |                     |                  |
| 2022 |                  |                     |                  |
| 2023 |                  |                     |                  |
| 2024 | 20e              | 55e                 |                  |
| 2025 |                  | 20e                 | 51e              |

| Jaar | Milaan-San Remo | Amstel Gold Race | Luik-Bast.‑Luik | Binche-Chimay-Binche |
| ---- | --------------- | ---------------- | --------------- | -------------------- |
| 2021 |                 |                  |                 | 39e                  |
| 2022 |                 | opgave           |                 | 21e                  |
| 2023 |                 | opgave           |                 |                      |
| 2024 |                 | 61e              |                 |                      |
| 2025 | 97e             | 16e              | 31e             |                      |

## Ploegen
- 2022 –  Grant Thornton Krush Tunap
- 2023 –  GT Krush Rebel Lease
- 2024 –  GT Krush Rebel Lease (tot 3 juni)
- 2024 –  Team Visma | Lease a Bike (vanaf 4 juni)
- 2025 –  Team Visma | Lease a Bike

Achtereekte · van Agt · von Berswordt · van Empel · Geurts · Henderson · Markus · Nooijen · Oudeman · Reijnhout · Riedmann · Veenhoven · Vigié · Vos · de Vries (vanaf 4/6) · Wolff (stage vanaf 7/9)
Achtereekte · van Agt · von Berswordt · Bunel · Chladoňová · van Empel · Ferrand-Prévot · Fidanza · Geurts · Nooijen · Oudeman · Reijnhout · Riedmann · Veenhoven · Vigié · Vos · de Vries · Wolff